# Spolujezdec
Spolujezdec je člověk jedoucí či konající společnou jízdu s někým jiným. Zpravidla se tak označuje zejména osoba, která v osobním automobilu sedí na místě vedle řidiče (anglicky front passenger), případně osoba sedící za řidičem motocyklu nebo neřídící osoba na tandemovém jízdním kole. 
Místo spolujezdce  v autě na místě vedle řidiče (což je ve vozech pro pravostranný provoz obvykle vpravo, ve vozech pro levostranný provoz vlevo) je obvykle pokládáno za rizikové, protože na tomto místě hrozí větší riziko úrazu při dopravní nehodě. V některých automobilových soutěžích (např. rallye ) sedí vedle řidiče navigátor. 